# Szent Hüperekhiosz
Szent Hüperekhiosz, latinosan Hyperechios (5. század) szentként tisztelt ókeresztény egyiptomi remete, az úgynevezett sivatagi atyák egyike.
Az 5. században élt, és fennmaradt egy műve Buzdítás a szerzetesekhez. Az Apophthegmata Patrum is ebből idézi mondásait. Az egyház szentként tiszteli, és augusztus 7-én üli ünnepét.

## Lásd még
- Ortodox szentek listája
- Sivatagi atyák